# 고꽁떠이현
고꽁떠이현(베트남어: Huyện Gò Công Tây / 縣塸䲲西)은 베트남 메콩강 삼각주 띠엔장성의 현이다.

## 행정 구역
고꽁떠이현은 1개의 시진과 12개의 사를 관할하고 있다.

### 시진
- 빈빈 시진 (Thị trấn Vĩnh Bình, 永平市鎭)

### 사
- 빈늬 사 (Xã Bình Nhì, 平二社)
- 빈푸 사 (Xã Bình Phú, 平富社)
- 빈떤 사 (Xã Bình Tân, 平新社)
- 동선 사 (Xã Đồng Sơn, 同山社)
- 동타인 사 (Xã Đồng Thạnh, 同盛社)
- 롱빈 사 (Xã Long Bình, 隆平社)
- 롱빙 사 (Xã Long Vĩnh, 隆永社)
- 타인꽁 사 (Xã Thành Công, 成功社)
- 타인녓 사 (Xã Thạnh Nhựt, 盛日社)
- 타인찌 사 (Xã Thạnh Trị, 盛治社)
- 빈흐우 사 (Xã Vĩnh Hựu, 永佑社)
- 옌르엉 사 (Xã Yên Luông, 安良社)